# Jaculus orientalis
Jaculus orientalis, скакун східний, тушканчик великий єгипетський (Erxleben, 1777) — один з трьох видів, що представляють рід Скакун (Jaculus).

## Систематика
Вперше вид був описаний Йоганом Еркслебеном в 1777 році в Єгипті. Пізніше описувався іншими науковцями, тому має синоніми:
- J. gerboa (Olivier, 1800)
- J. locusta (Illiger, 1815)
- J. bipes (Lichtenstein, 1823)
- J. mauritanicus (Duvernoy, 1841)

## Поширення
Вид поширений в пустельних та напівпустельних регіонах північної Африки та Ізраїлю на схід від Марокко (Aulagnier and Thévenot, 1986), через Алжир (Kowalski and Rzebik-Kowalska, 1991), Туніс (Vesmanis, 1984), Лівію (Ranck, 1968), Єгипет (Osborn and Helmy, 1980) до південного Ізраїлю (Mendelssohn and Yom-Tov, 1999; G. Shenbrot, in litt., 2003).